# Integracja (psychologia)
Zasugerowano, aby zintegrować ten artykuł z artykułem integracja społeczna. Nie opisano powodu propozycji integracji.
Integracja (od łac. integrare, „scalić”) – w szerokim znaczeniu wyraża się w takim wzajemnym stosunku osób pełnosprawnych i osób z niepełnosprawnościami, w którym są respektowane takie same prawa, liczą się takie same wartości, w których stwarza się obu grupom identyczne warunki do maksymalnego, wszechstronnego rozwoju.
Integracja społeczna to zespolenie i zharmonizowanie elementów zbiorowości społecznej, rozumiane jako intensywność i częstotliwość kontaktów między członkami danej zbiorowości oraz jako akceptacja w jej obrębie wspólnych systemów wartości, norm, ocen. Kierunek tego rodzaju działań określa się mianem „integracja”, „integracja w drugim nurcie” lub „życie w jak najmniej ograniczającym środowisku”.

## W psychologii międzykulturowej
Integracja jest jedną ze strategii adaptacji kulturowej w modelu akulturacji kanadyjskiego psychologa Johna Berry'ego. Jest to strategia akulturacji na poziomie jednostki. Oznacza przyjęcie kultury kraju przyjmującego przy jednoczesnym nieodrzuceniu, pielęgnowaniu i podtrzymywaniu kultury kraju pochodzenia.
Jak wskazują badania nad psychologicznymi aspektami imigracji w ujęciu międzypokoleniowym, integracja jest procesem, który rozkłada się na pokolenia. Kolejne generacje poddawane procesowi akulturacji przeżywają różne wyzwania, dylematy i problemy i dlatego też różne są przez nich wybierane strategie akulturacyjne. Jak pokazują badania Hanny Malewskiej-Peyre, starsze pokolenia częściej wybierają strategię separacji, co przekłada się na problem z zaakceptowaniem odmienności kulturowej własnych dzieci. Tymczasem dzieci imigrantów stają w sytuacji konfliktu wartości, co utrudnia im zintegrowanie spójnej tożsamości. Badania Malewskiej-Peyre wskazują, że dopiero trzecie pokolenie imigrantów zintegrowane jest z nową kulturą.